# Magyar Esélyegyenlőségi Díj
A Magyar Esélyegyenlőségi Díj az Emberi Értékek Díjátadó Gála esélyegyenlőségi elismerése. Olyan cégek vezetői, munkatársai, elismert művészek, civil személyek, politikusok kapják, akik munkát és fejlődési lehetőséget biztosítanak a társadalom hátrányos helyzetű tagjainak, így az LMBTQIA+, roma és nemzetiségi, fogyatékkal élő, illetve az életkora, neme, vallása, testi adottságai miatt hátrányba került embereknek.
Az Emberi Értékek Díjátadó Gála és Jótékonysági Koncert esemény 2021.-től a Magyar Jótékonysági Díjkiosztó Ünnepség a Magyar Tolerancia Díjátadó Gála és a Magyar Esélyegyenlőségi Díjátadó Ünnepség rendezvényeket váltotta fel, foglalja magában. Minden évben megrendezésre kerül az országos jótékonysági esemény, az ünnepség keretében adják át a Magyar Jótékonysági Díj a Magyar Toleranciadíj, a Magyar Esélyegyenlőségi Díj elismeréseket.
A gála főszervezője és műsorvezetője Amanda Elstak transzszexuális előadóművész aki 2010.- ben álmodta meg a díjakat, rendezvényeket és életre is hívta.
Évről évre a rendezvényt műsorokkal támogatják, Sárközi Anita, Miss Bee, Bódy Magdi, Keskeny Márk, Feyér Zita, Kollár Péter Erik, Grasics Anita, Horváth Gyöngyi, Karda Bea, Kardos Szabina, Zalatnay Sarolta, Peller Anna, Korfanti Ferenc, Lakics Balázs, Mulatós Kata, Kovács Gigi, Elek Icu, Veronik, Kóti Norbi, Nemeskéri Sarolta, Demeter Dorka, Noora, Connica Morris, Lexi, Trinity, Laura, Patrissa, Angel Ven Cartier és még sokan mások.

### Magyar Esélyegyenlőségi Díj elismerésben részesültek 2022-ben
- Lamperth Mónika jogász, volt belügyminiszter
- Galló Tamás előadóművész
- Polyák Béla ügyv. ig., Feszofe. Nonprofit Kft.
- Jakupcsek Gabriella műsorvezető
- Szűcs Balázs, Bp. VII. ker alpolgármester
- Szily Nóra műsorvezető, pszichológus,
- Lakatos Márk közéleti személyiség
- Zsurzs Kati színművész
- Csőzik László, Érd város polgármestere
- Temesvári Szilvia, Bp. VI. ker. alpolgármester
- Gál Irén civilszervezeti aktivista
- Kopácsi Zoltán vendéglátóipari alkalmazott
- Cserneky Kornél vállalkozó
- Keskeny Márk előadóművész
- Gémesi György, Gödöllő város polgármestere
- Sárközi Anita énekesnő, előadóművész
- Barabás Miki előadóművész
- Kolosi Péter igazgató, RTL (ex-RTLKLUB)
- Kádár Mónika énekesnő
- Angyal Elvira civilszervezeti aktivista
- Lukács Dénes kirendeltségvez. Feszofe. Kft.
- László Éva MTE elnökségi tagja
- Bódy Magdi énekesnő, előadóművész
- Villányi Kollár Márta ügyvéd
- Hegedűs Viktor ügyvéd
- Szécsényi Andrea LMBTQIA aktivista, segítő
- Tüttősi Zoltán jogtanácsos, Ferencvárosi Polg. Hiv.
- Somorjai Ilona előadóművész
- Napsugár Anna előadóművész
- Tóth András civilszervezeti aktivista
- Perintfalvi Rita teológus, író, egyetemi oktató
- Grünwald Zsolt vállalkozó
- Kozák Edit vendéglátóipari munkatárs
- Nemeskéri Sarolta előadóművész
- Kerecsen Andrea aktivista

### Európai Esélyegyenlőségi Nagydíjasok 2022-ben
- Terry Reintke EP-képviselő
- Roberta Metsola, az Európai Parlament elnöke
- Dobrev Klára EP-képviselő
- Schmuck Andor közéleti személyiség
- John Rado színész, rendező
- Sheyla Bonnick, a Boney M énekesnője
- Fermín Asensio Soto, az európai és világ transzszexuális szépségverseny főszervezője

### Magyar Esélyegyenlőségi Nagydíjasok 2022-ben
- Horváth-Veress Gabriella
- Krsják Attila
- Barna Gusztáv

### Magyar Esélyegyenlőségi Különdíjasok 2022-ben
- Lexi Balenciaga előadóművész
- Trinity Bee előadóművész
- Frances Cobean előadóművész
- Bonnie Andrews műsorvezető
- Angel Vén Cartier előadóművész
- Cielle Ferreira előadóművész
- Angyal Micus műsorvezető
- Noora előadóművész

### Díjazottak 2023.
- Gasparovszky Tamásné, ápoló, Bp XIII.
- Lakatos Mónika előadóművész,
- Bán Krisztina előadóművész,
- Linda Daemon  előadóművész,
- Veronik előadóművész,
- Giselle Molnár János   előadóművész,
- Kóti Norbi előadóművész,
- Kaczvinszky Barbara emberjogi aktivista,
- Kapus Gábor civilszervezeti vezető,
- Jabronka Richárd  főszerkesztő,
- Mosonyi Ágnes ny.igazgató- gyógypedagógus,
- Karda Beáta  előadóművész,
- Sagát Lászlóné  civilszervezeti vezető,
- Lakics Balázs előadóművész,
- Jack  előadóművész,
- Borka-Szász Tamás, Feszofe, gazdasági vezető,
- Rostás Mihály Mazsi előadóművész,

### Magyar Esélyegyenlőségi Nagydíj 2023.
- Dr. Hyross Virág ügyvéd,
- Baranyi Krisztina   Ferencvárosi polgármester,